# Beer János Nepomuk
Beer János Nepomuk (1764 körül – Buda, 1827. október 10.) orvos.

## Élete
Beer József Kajetán, a Fekete sashoz címzett patika (De la Motte–Beer-palota, Budapest, I. kerület, Dísz tér 15.) tulajdonosának fiaként született. Középiskoláinak végeztével a bölcseletet és orvosi tudományokat a pesti egyetemen hallgatta, ahol 1785-ben szerezte meg oklevelét. Később ugyanitt tanár lett. Buda város főorvosa, a pesti egyetemen az 1819/20-as tanévtől kültagként volt vendégvizsgáztató, 1822-től pedig az orvosi kar dékánja volt. 1825-től, Pfisterer András halála után a rektori feladatokat is ellátta. 63 éves korában hunyt el, 1827-ben.

## Munkái
- Dissertatio inauguralis medica de angina suppuratoria, Pesthini, 1785, (latinul)